# Pedagógusok Demokratikus Szakszervezete
A Pedagógusok Demokratikus Szakszervezete (PDSZ) tagsága alapján a második legnagyobb magyarországi oktatási ágazati szakszervezet, az Értelmiségi Szakszervezeti Tömörülés (ÉSZT) konföderáció tagja. Regisztrált taglétszáma huszonkétezer fő.

## Története
A PDSZ a rendszerváltás során, második független szakszervezetként alakult 1988 novemberében. Pártfüggetlen szervezet, nem (jog)utódja a kommunista rezsim egyik szervezetének sem. Alapító tagja a Független Szakszervezetek Demokratikus Ligájának, a konföderációt 2018-ban hagyta el.

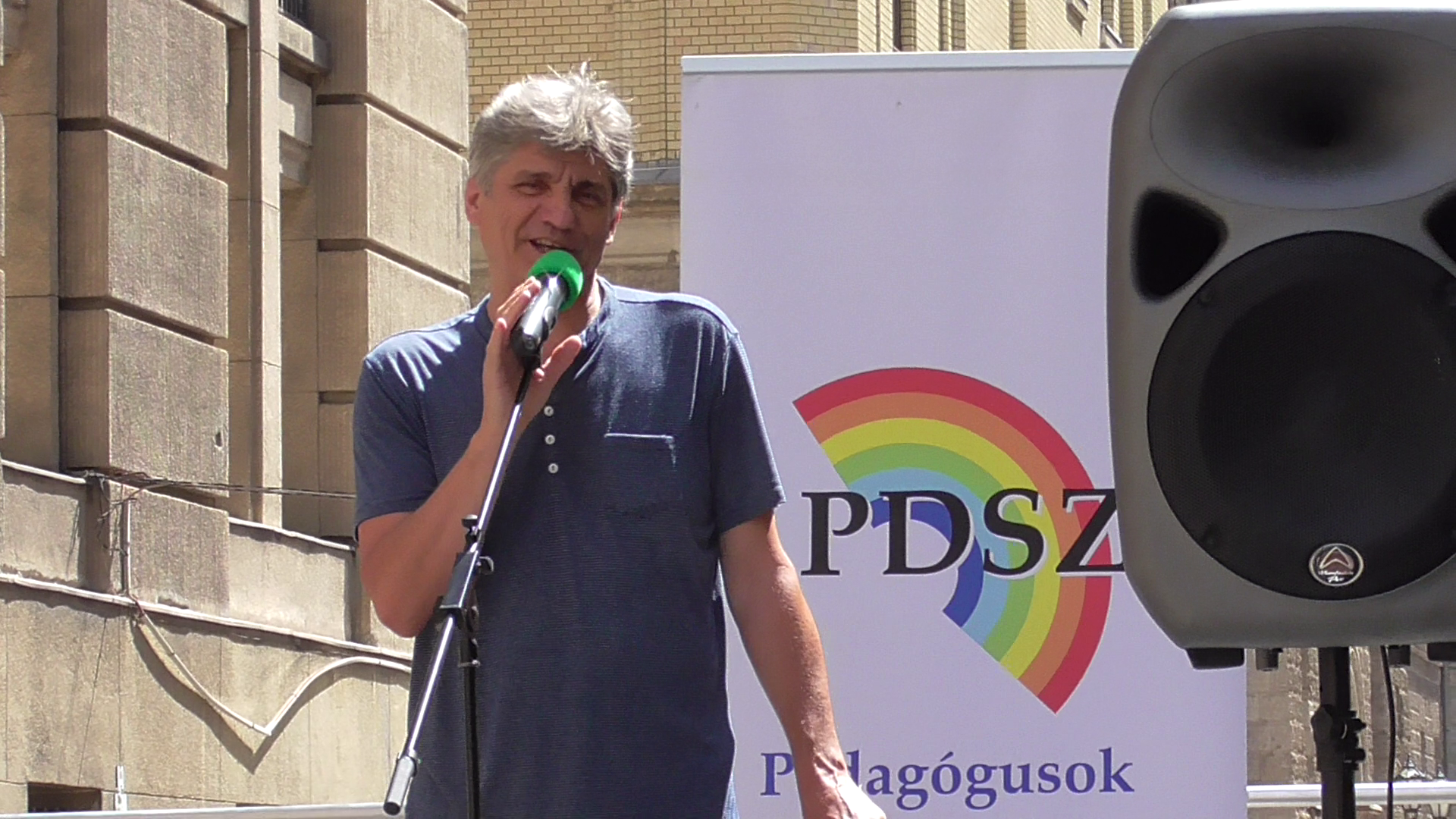
A PDSZ 2022. június 11-i tüntetésén

## Tevékenysége
Egykori elnöke, Kerpen Gábor megfogalmazásában „a mindenkori kormánnyal, fenntartókkal, munkáltatókkal szemben van a helyünk a tárgyalóasztalnál.”

### Nemzetközi tevékenysége
A PDSZ alapító tagja az Oktatási Világszervezetnek (Education International) és 2004. májustól tagja az Európai Oktatási Szakszervezeti Szövetségnek. Részt vesz az Európai Unió ágazati érdekegyeztetésében. Több ízben hívták szakértőként előadni a két nemzetközi szervezet konferenciáira..
Külföldi partnerei között fellelhető az összes európai közoktatási szakszervezet, valamint az American Federation of Teachers.

### A PDSZ lapja
A PDSZ folyóirata a Ráció, amely a közoktatás és a szakszervezeti élet fontos, aktuális kérdéseivel foglalkozik.

## Felépítése
A PDSZ szervezeti felépítését a PDSZ alapszabálya írja le. Legfőbb döntéshozó testülete a Kongresszus. Két kongresszus között az Országos Választmány hoz döntéseket. Különböző szakmai és alágazati szekciókat működtet.